# Підземні води Івано-Франківської області

Підземні води поширені по всій території Івано-Франківської області

Підземні води поширені по всій території Івано-Франківської області України.
За ресурсами прісних підземних вод Івано-Франківська область належить до малозабезпечених, причому поширені вони нерівномірно. Переважна кількість підземних вод приурочена до четвертинних (Q) алювіальних відкладів долин річок і видобувається інфільтраційними водозаборами у вигляді лінійного ряду свердловин або галерей.
У Рогатинському районі підземні води пов'язані з верхньокрейдовими (K2) і частково девонськими відкладами (D).
У Галицькому і Городенківському районах використовуються підземні води як четвертинних алювіальних (Q), так і верхньокрейдових відкладів (K2).